# Jassim bin Mohammed Al Thani
Jassim bin Mohammed Al Thani (in arabo جاسم بن محمد آل ثاني‎?; 1825 – Lusail, 17 luglio 1913) è stato emiro del Qatar dal 1878 al 17 luglio 1913 e viene considerato il fondatore del Qatar.

## Biografia

### Primi anni di vita e di governo
Anche se la data esatta della sua nascita è sconosciuta, Jassim bin Mohammed al-hani nacque intorno al 1825 e crebbe a Fuwayrit, in Qatar. Jassim discendeva dalla tribù Tamim, essendo il figlio maggiore di Mohammed bin Thani. Fin dalla giovinezza, acquisì la piena capacità nella gestione degli affari del paese e guidò le sue politiche durante un periodo che vide grandi eventi e cambiamenti. Jassim, impegnandosi in politica, mentre prestava servizio come vice di suo padre, acquisì esperienza politica. In seguito, quando aveva circa ventuno anni, si trasferì ad Al Bidda con il padre; lì emerse tra i suoi compagni come un giovane leader, avendo poi respinto gli invasori del paese.
A livello locale, cercò di trasformare il Qatar in un'unica entità unificata e indipendente. Sotto la sua guida, l'emirato emerse come un paese coerente e stabile, le cui tribù si unirono per inaugurare il suo futuro e, quindi, consolidando la propria esistenza e le frontiere. Egli adottò politiche di scontro con le due grandi potenze in competizione per il dominio del golfo Persico e del suo territorio, vale a dire l'Impero britannico, che aveva iniziato a estendere la sua influenza attraverso il governo dell'India, e l'Impero ottomano, che stava cercando di mantenere il controllo della regione dopo la scomparsa dell'influenza portoghese nel XVI secolo.

### Reclusione
Jassim bin Mohammed fu imprigionato dal sovrano del Bahrein, Faysal bin Turki, nel 1867, quando si recò nell'isola per discutere della cattura di un beduino dopo un presunto sconfinamento. La sua richiesta di rilasciare l'uomo venne vista come una provocazione dal Bahrein che, sostenuto da Abu Dhabi, lanciò degli attacchi contro le principali città del Qatar, causando danni significativi. Per ritorsione, il Qatar attaccò l'isola nel 1868, causando la morte di un migliaio di uomini e l'affondamento di sessanta navi. Jassim è stato successivamente rilasciato in cambio dei prigionieri di guerra.

### Conflitti con l'Impero ottomano
Nel mese di aprile del 1871, arrivò nell'Arabia orientale, una spedizione inviata da Mithat Pascià, il governatore ottomano di Baghdad. Nel tentativo di garantire un attracco per le truppe, gli ottomani inviarono un ambasciatore recante una bandiera ottomana allo sceicco Jassim. Questi accettò e innalzò il vessillo; dal dicembre dello stesso anno autorizzò gli ottomani ad inviare attrezzature militari e cento soldati di stanza Al Bidda. Nel gennaio 1872, il Qatar è stato formalmente incorporato all'Impero ottomano come parte della provincia del Najd, con lo sceicco Jassim come caimacam.
Il 18 dicembre 1878 fu il punto di svolta, avendo Jassim assunto pieni poteri. Fu anche l'inizio del moderno Stato del Qatar, ottenuto come risultato degli sforzi assidui dello sceicco che portò ad ottenere il pieno riconoscimento della sua indipendenza.
Nonostante la disapprovazione delle tribù locali, gli Al Thani continuarono a sostenere il formale dominio ottomano. Le relazioni presto ristagnarono, e nel 1882, subirono ulteriori passi indietro quando gli ottomani rifiutarono di aiutare Al Thani nella sua spedizione contro Abu Dhabi, per la conquista della ancora occupata Al Khawr. Gli Al Thani caddero in disgrazia con gli ottomani dopo che questi ebbero ricevuto lamentele per alcuni scontri avvenuti ad Al Ghariyah. Un ulteriore colpo alle relazioni bilaterali vi fu, quando gli ottomani sostennero Mohammed bin Abdul Wahab nel tentativo di soppiantare la famiglia regnante come caimacam del Qatar nel 1888.
Jassim divenne ben presto una figura di spicco dell'opposizione contro i tentativi dell'Impero ottomano di aumentare la sua influenza in Qatar attraverso la nomina del personale amministrativo ad Al Zubarah, Doha, Al Wakrah e Khawr al Udayd, l'istituzione di un ufficio doganale e il rafforzamento della guarnigione ottomana. Nei primi mesi del 1892 si dimise dalla carica caimacam del Qatar e smise di pagare le tasse all'Impero ottomano nel mese di agosto dello stesso anno.

#### Opposizione all'impero britannico
Oltre ad essere contro l'Impero ottomano, lo sceicco Jassim si oppose anche ai tentativi di imperialismo dell'Impero britannico. Nel 1882, oltre a far chiudere i loro negozi, espulse dalla capitale i commercianti di perle anglo-indiani. Questi rinunciarono alla loro giurisdizione su Doha nello stesso anno, quando i membri della tribù Bani Hajir li attaccarono, li espulsero dal paese e confiscarono i profitti fatti fino a quel momento.

#### Battaglia di Al Wajbah
Nel mese di ottobre del 1892 un esercito ottomano costituito da circa 200 uomini guidati dal governatore di Bassora, Mehmed Hafiz Pasha, venne inviato in Qatar in risposta alle trasgressioni dello sceicco Jassim. Arrivarono nel mese di febbraio del 1893, dopo aver trovato ulteriori rinforzi lungo il percorso dal Kuwait. Jassim, temendo che avrebbe dovuto affrontare la morte o l'imprigionamento, fuggì prima ad Al Daayen, e poi al forte di Al Wajbah (10 miglia ad ovest di Doha), dove venne accompagnato da diverse tribù del paese.
Mehmed inviò una lettera allo sceicco chiedendogli di sciogliere le sue truppe e un pegno di fedeltà agli Ottomani. Tuttavia, Jassim rimase irremovibile nel suo rifiuto di rispettare l'autorità imperiale, e, in aggiunta, non acconsentì ad incontrarsi con il comandante affermando di non godere di buona salute. Invece, nominò suo fratello Ahmed, suo emissario. Nel mese di marzo, dopo un mese di stallo, Mehmed perse la pazienza e imprigionò il fratello dello sceicco Jassim e tra 13 e 16 importanti leader tribali del Qatar sulla corvetta Merrikh.
Il risultato fu un confronto militare, avvenuto nel marzo 1893, tra i qatarioti, guidati dallo sceicco Jassim e i soldati ottomani. Lui e le sue truppe, che appartenevano a diverse tribù del paese, combatterono una grande battaglia in cui inflissero una sconfitta alle truppe imperiali e raggiunsero la vittoria. Questa fu decisiva, non lasciando ai turchi altra scelta che liberare i prigionieri del Qatar in cambio del consenso dello sceicco Jassim al passaggio della cavalleria turca per la terra di Hofuf, nell'attuale Arabia Saudita.
Lo scontro è stato un punto di svolta nella storia del Qatar, essendo una delle più importanti e grandi battaglie del paese nella lotta per l'indipendenza e la libertà contro l'oppressione. Il forte che lo sceicco Jassim usò per respingere gli ottomani nella battaglia principale è il forte Al Wajbah, che si trova nel comune di Ar Rayyan.

### Ultimi anni di regno
I britannici tentarono di intervenire nella disputa tra i soldati turchi e le tribù del Qatar, ma si trovarono incapaci di accettare l'offerta di Jassim di inserire il Qatar nell'orbita di protezione britannica. I turchi firmarono la pace con lo sceicco Jassim che si trasferì a vivere in pace a Lusail, un villaggio situato 24 km a nord di Doha, nel comune di Al Daayen, lasciando la gestione del paese al fratello, lo sceicco Ahmed. Questi, alla fine del 1905, fu però ucciso da uno dei suoi commilitoni della tribù Bani Hajir. L'assassino fu a sua volta ucciso a Dammam. Jassim riassunse quindi la gestione dell'emirato.

### Morte
Jassim bin Mohammed morì a Lusail nel pomeriggio del 17 luglio 1913 e fu sepolto nel cimitero locale.

## Figli
Ha avuto in totale 19 figli:
| Numero | Nome                | Incarico                                      | Anno di nascita | Anno di morte      |
| ------ | ------------------- | --------------------------------------------- | --------------- | ------------------ |
| 1      | Sceicco Fahad I     | Nessuno                                       | Ignoto          | Morto giovane      |
| 2      | Sceicco Khalifa     | Nessuno                                       | 1851            | 1931               |
| 3      | Sceicco Thani       | Sceicco Al Gharafa                            | 1856            | 1943               |
| 4      | Sceicco Abdulrahman | Sceicco di Al Wakra                           | 1871            | 1930               |
| 5      | Sceicco Abdullah    | Sceicco di Al Rayyan, poi sovrano del Qatar   | 1880            | 1957               |
| 6      | Sceicco Ali I       | Nessuno                                       | Ignoto          | Morto giovane      |
| 7      | Sceicco Mohammed    | Sceicco di Umm Salal Mohammed                 | 1881            | 1971               |
| 8      | Sceicco Ghanim      | Ignoto                                        | Ignoto          | Ignoto             |
| 9      | Sceicco Ali II      | Sceicco di Umm Salal Ali                      | 1893            | 1972               |
| 10     | Sceicco Fahad II    | Nessuno                                       | Ignoto          | Morto giovane      |
| 11     | Sceicco Fahad III   | Sceicco di Al Kheesa, Lusail, Rumeilah e Adba | 1895            | circa 1980         |
| 12     | Sceicco Abdulaziz   | Sceicco di Al Markhiya                        | 1896            | 1985               |
| 13     | Sceicco Salman      | Nessuno                                       | Ignoto          | Morto alla nascita |
| 14     | Sceicco Idris       | Nessuno                                       | Ignoto          | Morto alla nascita |
| 15     | Sceicco Mubarak     | Nessuno                                       | Ignoto          | Morto alla nascita |
| 16     | Sceicco Salman II   | Sceicco Dukhan                                | 1899            | 1984               |
| 17     | Sceicco Nasser      | Sceicco di Nasiriya                           | Ignoto          | 1978               |
| 18     | Sceicco Sultan      | Sceicco di Umm Al Amad                        | Ignoto          | 1976               |
| 19     | Sceicco Ahmed       | Sceicco di Al Khor                            | Ignoto          | 1995               |